# Papyrus 52
De Papyrus 52, Rylands papyrus ook wel bekend als het Johannes fragment is een papyrusfragment dat bewaard wordt in de John Rylands Library, Manchester, Verenigd Koninkrijk. De voorzijde (recto) is beschreven met regels van het Evangelie volgens Johannes 18:31-33, in het Grieks, en de achterzijde (verso) heeft regels van vers 37-38.
Papyrus 52 wordt algemeen aanvaard als het oudste nog bestaande gedeelte van het Nieuwe Testament, (tenzij degenen, die veronderstellen dat het Qumranfragment 7Q5 tot het Evangelie volgens Marcus behoort, gelijk zouden hebben).
Deskundigen in de tekstkritiek zijn het echter lang niet allemaal eens over de datering van het manuscript. Het schrift is duidelijk in de stijl die Hadriaans genoemd wordt, wat op een datum wijst tussen AD 125 en AD 160. Maar het is moeilijk een datum alleen vast te stellen op grond analyse van het schrift, dus is het mogelijk dat de datum ergens tussen AD 100 en de tweede helft van de tweede eeuw ligt.

## Griekse tekst

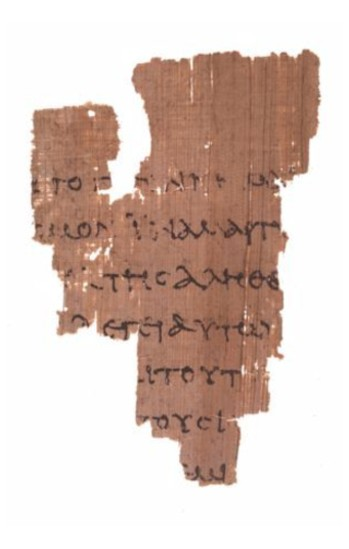
John Rylands Library Papyrus P52, achterzijde

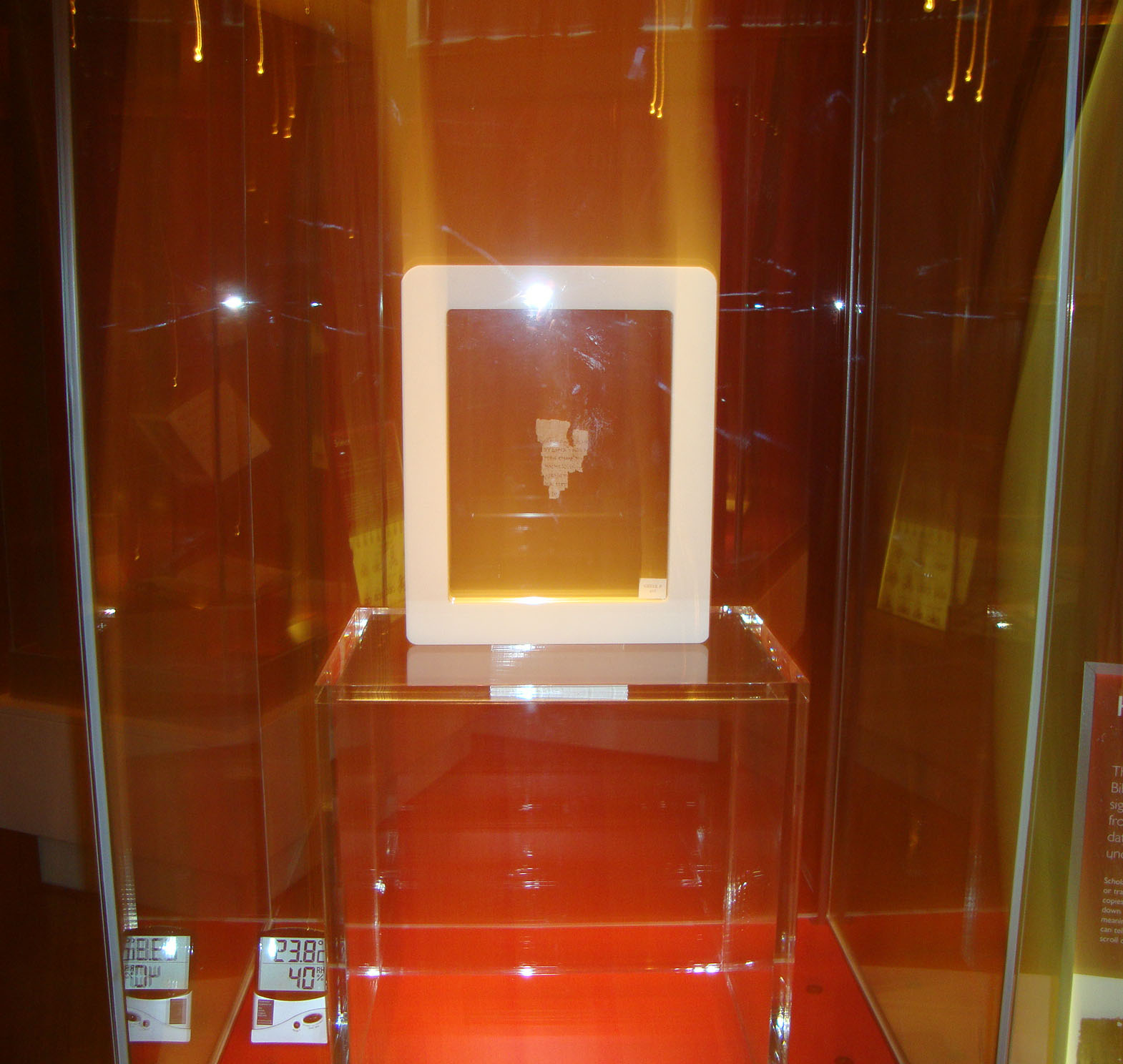
John Rylands Library Papyrus P52, toonkast

Het stukje papyrus is beschreven aan beide kanten en het resterende deel bevat ook delen van de bovenmarge. Onderstaande vertaling probeert de Nederlandse woorden zo veel mogelijk op dezelfde plaats te krijgen als in het oorspronkelijke Koinè; dit leidt uiteraard tot "krom" Nederlands.
Johannes 18:31-33 (voorzijde)

ΟΙ ΙΟΥΔΑΙΟΙ ΗΜΙΝ ΟΥΚ ΕΞΕΣΤΙΝ ΑΠΟΚΤΕΙΝΑΙ 
ΟΥΔΕΝΑ ΙΝΑ Ο ΛΟΓΟΣ ΤΟΥ ΙΗΣΟΥ ΠΛΗΡΩΘΗ ΟΝ ΕΙ-
ΠΕΝ ΣΗΜΑΙΝΩΝ ΠΟΙΩ ΘΑΝΑΤΩ ΗΜΕΛΛΕΝ ΑΠΟ-
ΘΝΗΣΚΕΙΝ ΕΙΣΗΛΘΕΝ ΟΥΝ ΠΑΛΙΝ ΕΙΣ ΤΟ ΠΡΑΙΤΩ-
ΡΙΟΝ Ο ΠΙΛΑΤΟΣ ΚΑΙ ΕΦΩΝΗΣΕΝ ΤΟΝ ΙΗΣΟΥΝ 
ΚΑΙ ΕΙΠΕΝ ΑΥΤΩ ΣΥ ΕΙ Ο ΒΑΣΙΛΕΥΣ ΤΩΝ ΙΟΥ-
ΔΑΙΩΝ

...
de Judeeërs, "Het is ons niet toegestaan te doden

iemand," opdat het woord van Jezus vervuld zou worden, dat hij

sprak om aan te duiden welke soort dood hij zou

gaan sterven. Binnentrad  daarom wederom in het Praeto-

rium Pilatus en ondervroeg Jezus

en hij zei tot hem, "Zijt gij de koning van de

Judeeërs?"

Johannes 18:37-38 (achterzijde)

ΒΑΣΙΛΕΥΣ ΕΙΜΙ ΕΓΩ ΕΙΣ ΤΟΥΤΟ ΓΕΓΕΝΝΗΜΑΙ
 ΚΑΙ (ΕΙΣ ΤΟΥΤΟ) ΕΛΗΛΥΘΑ ΕΙΣ ΤΟΝ ΚΟΣΜΟΝ ΙΝΑ ΜΑΡΤΥ-
ΡΗΣΩ ΤΗ ΑΛΗΘΕΙΑ ΠΑΣ Ο ΩΝ ΕΚ ΤΗΣ ΑΛΗΘΕΙ-
ΑΣ ΑΚΟΥΕΙ ΜΟΥ ΤΗΣ ΦΩΝΗΣ ΛΕΓΕΙ ΑΥΤΩ
 Ο ΠΙΛΑΤΟΣ ΤΙ ΕΣΤΙΝ ΑΛΗΘΕΙΑ ΚΑΙ ΤΟΥΤΟ 
ΕΙΠΩΝ ΠΑΛΙΝ ΕΞΗΛΘΕΝ ΠΡΟΣ ΤΟΥΣ ΙΟΥ-
ΔΑΙΟΥΣ ΚΑΙ ΛΕΓΕΙ ΑΥΤΟΙΣ ΕΓΩ ΟΥΔΕΜΙΑΝ
 ΕΥΡΙΣΚΩ ΕΝ ΑΥΤΩ ΑΙΤΙΑΝ

...
een Koning ben ik. Voor dit ben ik geboren

en (voor dit) ben ik gekomen in de wereld opdat ik zou

getuigen van de waarheid. Iedereen die is van de waarheid

hoort mijn stem." Tot hem zei

Pilatus, "Wat is waarheid?" en dit

gezegd hebbende, ging hij weer naar buiten naar de Judeeërs

en zei tot hen, "Ik vind geen enkele

fout in hem."

## Geschiedenis
Het fragment van papyrus maakte deel uit van een groep die in 1920 op de Egyptische markt werd verworven door Bernard Grenfell, die verschillende fragmenten koos voor de Rylands Library en begon te werken aan het voorbereiden ervan voor publicatie voordat hij te ziek werd om de taak te voltooien. 
Het fragment werd pas vertaald in 1934 door Colin H. Roberts, in zijn essay “An Unpublished Fragment of the Fourth Gospel in the John Rylands Library” in het Bulletin of the John Rylands Library XX, 1936, pp 45–55. Roberts vergeleek het schrift met papyri die gedateerd werden tussen AD 50 en AD 150 en stelde vast dat het schrift het meeste leek op schrift uit het jaar dat Hadrianus keizer werd, 117. Omdat de inhoud nauwelijks kon dateren van voor AD 100, stelde hij de eerste helft van de tweede eeuw voor. In de 70 jaar die verstreken zijn sedert het essay van Roberts verscheen, werd de leeftijd van de geschriften, waarmee hij het fragment had vergeleken, minder oud ingeschat, terwijl andere
handschriften werden ontdekt met vergelijkbaar schrift, die uit de tweede helft van de tweede eeuw dateren.

## Datering
De scepsis over de datum van ontstaan (niet over de echtheid van het fragment) berust op twee vraagstukken. In de eerste plaats is nog nooit een snipper Grieks zo precies gedateerd op alleen het schrift, en niet op de tekst. Ten tweede is dit fragment, net als alle andere handschriften die van de Evangeliën bekend zijn, afkomstig uit een codex (boek met ingebonden bladen) en niet van een rol. Als het werkelijk uit de eerste helft van de tweede eeuw dateert, is het een ongebruikelijk vroeg voorbeeld van een codex. Deze boekvorm wordt pas rond AD 90 door Marcus Valerius Martialis als nieuwigheid in Rome vermeld.
Desondanks is men het er, ondanks de discussie over de datering, over eens dat dit stukje papyrus de vroegste tekst is van een gedeelte van het Nieuwe Testament.
Het dichtst in de buurt komt het Egerton-evangelie, een uit de late tweede eeuw daterend fragment van een codex dat een evangelie weergeeft dat niet op de canonieke vier lijkt, maar dat meer parallellen heeft met het Evangelie volgens Johannes dan met de andere drie. Het lettertype dat in dat geschrift gebruikt wordt, is duidelijk later dan dat van papyrus 52. Het is dus niet helemaal uitgesloten, dat het Egerton-evangelie een minder ontwikkelde vorm weergeeft van de traditie van het evangelie volgens Johannes, maar dan in een jonger manuscript.
De laatste jaren wordt de vroege datering die veel nieuwtestamentici aanhouden betwijfeld door A. Schmidt, die een datum laat in de tweede eeuw voorstelt. Zowel vroege als late dateringen zijn bekritiseerd door Brent Nongbri:

Wat uit dit overzicht naar voren komt zal papyrusdeskundigen niet verbazen: dat paleografie (analyse van oud schrift) niet de meest effectieve manier is om een tekst te dateren, vooral niet de teksten die op een literaire manier geschreven zijn. Roberts zelf merkte dat al op in zijn uitgave van Papyrus 52. Het echte probleem is dat de nieuwtestamentici papyrologisch bewijs hebben gebruikt en misbruikt. Ik heb Roberts' werk niet radicaal herzien. Ik heb geen enkel derde-eeuws document tevoorschijn gebracht, dat het handschrift-argument van Papyrus 52 teniet zou doen, en al had ik dat wel gedaan, dan zou het ons nog niet dwingen om Papyrus 52 in de derde eeuw te dateren. Paleografisch bewijs werkt zo niet. Ik heb alleen maar aangetoond, dat een serieuze overweging van data voor Papyrus 52 een datering laat in de tweede eeuw of vroeg in de derde eeuw niet kan uitsluiten.

Daarom kan Papyrus 52 niet gebruikt worden om debatten over het al dan niet bestaan hebben van het Evangelie volgens Johannes in de eerste helft van de tweede eeuw na Christus tot zwijgen te brengen. Slechts een gedateerde papyrus of een papyrus die gevonden wordt in een duidelijk te dateren archeologische laag, kan doen wat de geleerden nu van Papyrus 52 willen. Zoals het er nu voor staat, moet het papyrologische bewijs pas op de tweede plaats komen in discussies over de datering van het vierde Evangelie.

Udo Schnelle schrijft over de palaeografische datering: "Vgl. A. Schmidt, 'Zwei Anmerkungen zu P. Ryl. III 457,' APF 35 (1989) 11-12, die P52 in de periode rond AD 170 (+/- 25) dateert op basis van een vergelijking met Papyrus Chester Beatty X, en zo een vroege datering rond AD 125 uitsluit. Het gevolg voor de datering van Papyrus 52, is dat een datering rond AD 125, meestal gegeven met buitengewone zekerheid, nu met enige twijfel bezien moet worden. Er moet op zijn minst een marge van 25 jaar aangehouden worden, zodat je zou kunnen denken aan een datering rond AD 150." De meeste papyrusdeskundigen blijven de vroegere datering echter als zeer waarschijnlijk zien, zodat Papyrus 52 "met enig vertrouwen in de eerste helft van de tweede eeuw AD gedateerd mag worden"

## Betekenis
De betekenis van Papyrus 52 berust zowel op zijn vroege datering, als op zijn geografische verwijdering van de plek, waar men denkt dat het Evangelie volgens Johannes geschreven is.
Omdat het fragment minstens één stap in het proces van doorgeven en kopiëren van de tekst verwijderd is van de autograaf (het origineel), moet het origineel van het Evangelie volgens Johannes op zijn laatst een aantal jaren voor het ontstaan van Papyrus 52 geschreven zijn.
Het fragment is in Egypte gevonden, en dat rekt deze periode nog verder op. Er is tijd nodig voor de verspreiding van genoeg kopieën om ver van de plaats van ontstaan ontdekt te kunnen worden.
Het feit dat het fragment uit een codex afkomstig is, getuigt ervan dat Christenen, in tegenstelling tot zelfs het hedendaagse Jodendom al snel op deze wijze van schrijven zijn overgegaan. Voorts blijkt uit een schatting van de lengte van de "ontbrekende" tekst tussen voorzijde (recto) en achterzijde (verso) dat dit overeenkomt met het canonieke Evangelie volgens Johannes. Het is daarom onwaarschijnlijk dat er toevoegingen of weglatingen in dat hele gedeelte hebben gezeten.
Omdat het maar een klein fragment is - ongeveer 9 bij 5 cm - is het niet zeker of het van een volledige kopie komt van het Evangelie volgens Johannes zoals wij dat kennen. Men kan echter aannemen dat de totale tekst de lengte van een volledig Evangelie moet hebben gehad wilde het de tijd en moeite waard zijn om als codex uit te geven.
Zoals gesteld, Papyrus 52 is maar klein, en hoewel een aannemelijke reconstructie kan worden geprobeerd voor de meeste van de 14 vertegenwoordigde regels, is niettemin het aandeel van de tekst van het Evangelie volgens Johannes, waarvan het een getuige is, beperkt. Daarom wordt er maar zelden naar verwezen in discussies tussen tekstcritici.
De verzen die Papyrus 52 weergeeft, zijn ook te vinden in Papyrus 66 (Papyrus Bodmer II), die meestal in het begin van de derde eeuw wordt gedateerd. Gezien de kleine hoeveelheid tekst die bewaard is gebleven, kan men echter niet bepalen of Papyrus 52 getuigt van een proto-Alexandrijnse teksttype.